# Hangzhou Open
El Torneig de Hangzhou, conegut oficialment com a Hangzhou Open, és un torneig de tennis professional que es disputa anualment sobre pista dura al Hangzhou Olympic Sports Expo Center de Hangzhou, Xina. Pertany a les sèries 250 del circuit ATP masculí i es disputa el setembre. El torneig es va inaugurar l'any 2024 en substitució del torneig de Zhuhai.

## Palmarès

### Individual masculí
| Any  | Campió      | Finalista     | Resultat       |
| ---- | ----------- | ------------- | -------------- |
| 2024 | Marin Čilić | Zhang Zhizhen | 7−6(5), 7−6(5) |

### Dobles masculins
| Any  | Campions                                     | Finalistes                         | Resultat            |
| ---- | -------------------------------------------- | ---------------------------------- | ------------------- |
| 2024 | Jeevan Nedunchezhiyan Vijay Sundar Prashanth | Constantin Frantzen Hendrik Jebens | 4−6, 7−6(5), [10−7] |